# Enrique Arrillaga López
Enrique Arrillaga López (Madrid, 1884 – Madrid 28.12.1972) fue un militar y pionero de la aviación militar española. Un accidente aéreo en 1911 truncó su carrera militar y aeronáutica.

## Carrera Militar y Aeronáutica
Ingresó en la Academia de Ingenieros de Guadalajara en 1900. Se habilitó como piloto de globo libre en la 2.ª Unidad de Aeroestación.
Siendo Capitán  fue seleccionado para el Primer Curso Militar de Vuelo en el que se formarían los primeros pilotos militares de aeroplano de España; los otros cuatro alumnos fueron los capitanes Kindelán y Herrera, y los tenientes Barrón y Ortiz Echagüe. Todos procedían del Arma de Ingenieros y eran pilotos de globo expertos.
El 30 de diciembre de 1911 sufrió un grave accidente que le ocasionó daños cerebrales.  Era su quinto vuelo del día en un aeroplano Henry Farman nº 1, y al estrellarse contra el suelo Arrillaga salió despedido, sufriendo una luxación de hombro izquierdo y conmoción cerebral con pérdida de memoria; así terminó su carrera aeronáutica. Quedó en situación de  retirado y caballero mutilado hasta su fallecimiento en Madrid el 28 de diciembre de 1972.